# Chrysopogon rigidus
Chrysopogon rigidus là một loài thực vật có hoa trong họ Hòa thảo. Loài này được (B.K.Simon) Veldkamp mô tả khoa học đầu tiên năm 1999.